# Bacillus subtilis
O Bacillus subtilis é uma espécie de bactéria gram-positiva que é uma saprófita comum do solo e da água. Organismo esporulado, não patogênico, graças à sua termofilia é utilizado no monitoramento e validação de ciclos de esterilização por calor seco e óxido de etileno, realizados em estufas ou fornos de esterilização e autoclaves para gás óxido de etileno, respectivamente.

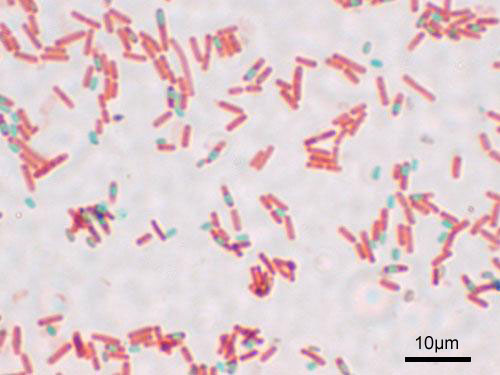
Bacillus subtilis